# Raptr
Raptr è stato un social network e messaggistica istantanea sviluppato da Raptr, Inc. destinato all'uso da parte dei giocatori di videogiochi. Dennis Fong, cofondatore di Xfire, ha fondato la società Raptr, Inc. nel 2007; si trova a Mountain View, in California. La società ha raccolto finanziamenti per 12 milioni di dollari da investitori tra cui Accel Partners e Founders Fund. Il servizio è stato chiuso il 30 settembre 2017.

## Software
Il client, che era un'applicazione scaricabile per Microsoft Windows, supporta Yahoo! I protocolli Instant Messenger, GTalk, Windows Live Messenger, Xfire, ICQ e Facebook e consentiva agli utenti di importare i loro account Xbox Live, PlayStation Network e Steam. Comprendeva anche altre funzionalità come il tracciamento del tempo di gioco / obiettivi, l'overlay in-game e la gestione del gioco. Raptr offre alcune immagini che mostrano le statistiche di gioco di un utente da utilizzare nelle firme .
Sul sito Web, gli utenti potevano aggiungere videogiochi al proprio profilo, oltre a tenere traccia dei tempi e dei risultati di gioco, condividere recensioni, informazioni relative al gioco e attività di gioco. Raptr consentiva agli utenti di pubblicare i loro risultati di gioco su siti come Twitter, Plurk, FriendFeed e Facebook.
Una delle caratteristiche principali erano i premi raptr, un programma in cui gli utenti guadagnavano una valuta, chiamata punti raptr, mentre giocavano o ottenevano achievement, questi punti potevano essere scambiati con vari premi come oggetti di gioco, avatar, nuovi giochi, ecc. Nel febbraio 2014, AMD ha investito in Raptr, che ha migliorato il sistema di ricompensa, consentendo agli utenti di guadagnare punti ottimizzando i loro giochi con l'app e aggiunto sconti e omaggi per l'hardware reale.
Raptr è stato lanciato in una beta chiusa il 2 febbraio 2008 e ha lanciato una beta aperta al pubblico il 3 settembre 2008.
Raptr ha stipulato collaborazioni con gli editori di videogiochi Activision & Ijji e il client Raptr è stato abbinato alla versione per PC di Red Faction: Guerrilla . Nel dicembre 2009, Raptr ha stretto una partnership con GameSpot per fornire a entrambe le comunità funzionalità extra.
Nel 2014, Raptr ha riavviato il suo piano aziendale per concentrarsi sui giocatori PC. Dennis Fong ha dichiarato "il più grande punto di dolore per i giocatori di PC è la debolezza della piattaforma nel suo insieme. Ognuno ha un diverso tipo di PC. Esistono milioni di configurazioni diverse per giocare. Aiutiamo i giocatori a ottenere la migliore esperienza ogni volta che giocano ”e aggiungendo" ci siamo reinventati concentrandoci sul gioco per PC ". Raptr ha quindi collaborato con AMD per promuovere l'ottimizzazione dei giochi su schede grafiche AMD.  Raptr ha inoltre collaborato con Twitch.tv per fornire streaming "con un clic" nella loro app desktop.  Nel 2015 Raptr ha annunciato la fine del supporto della console, citando il crescente mercato dei PC e le modifiche a Xbox Live e PlayStation Network che hanno creato difficoltà nell'aggiornamento delle funzionalità.
Nel marzo 2015 Raptr ha lanciato Plays.tv, un servizio di condivisione di videoclip di giochi. Il servizio si è trasformato in una società indipendente nel gennaio 2017.
Il 12 ottobre 2016 AMD ha interrotto l'app AMD Gaming Evolved sviluppata con il team raptr, ponendo fine alla loro collaborazione. Tuttavia, il software è ancora disponibile per il download.
Il 4 aprile 2017 è stato annunciato che il servizio di premi raptr sarebbe stato chiuso il 30 di quel mese, poiché la collaborazione con AMD era terminata.
Da luglio 2017, l'app raptr ha avuto problemi con il processo di accesso, che ha avvisato diversi utenti. Il team di supporto ha affermato che il problema è stato risolto, ma gli utenti continuano a sperimentare problemi un mese dopo la risposta.  Più o meno nello stesso periodo, tutti gli account social del raptr erano chiusi tranne il loro account Twitch.tv.
Nello stesso anno, il 1º settembre, sul sito è stato pubblicato un annuncio in cui si affermava che il servizio sarebbe stato chiuso il 30 settembre 2017. Tuttavia, gli utenti erano ancora in grado di scaricare il loro dati di gioco. Nel luglio 2018, sul sito è rimasta solo una pagina "Arrivederci Raptr", che è stata infine rimossa nel novembre di quell'anno.